# Mohammad Hamid Ansari
Mohammad Hamid Ansari (Calcutá, 1 de abril de 1937) é um diplomata e ex-reitor indiano. Foi Vice-presidente da Índia entre 2007 e 2017. Descendente de Mukhtar Ahmad, Ansari tem-se destacado por seu forte apoio às vítimas dos atos de violência de Guzerate.

## Biografia
Ansari nasceu na cidade de Calcutá em 1 de abril de 1937, sendo oriundo de uma família de Uttar Pradesh. Ansari estudou em Shimla's St. Edwards High School, na Universidade de Calcutá e posteriormente na Universidade de Aligarh. 
Iniciou sua carreira na área de relações diplomáticas em 1961. Logo em seguida tornou-se Representante Permanente da Índia nas Nações Unidas, Alto Comissário na Austrália e embaixador nos Emirados Árabes Unidos, Afeganistão, Irã e Arábia Saudita.
Em julho de 2007, Ansari foi apontado pela Aliança Progressista Unida (UPA) para concorrer ao cargo de vice-presidente. Foi eleito o novo vice-presidente indiano com margem de 233 votos a mais que o rival Najma Heptulla. Esteve no cargo de 11 de agosto de 2007 a 11 de agosto de 2017. Sucedeu-lhe Venkaiah Naidu.